# ولاية هيدالغو
هيدالغو (بالإسبانية: Hidalgo)‏، واسمها رسميا ولاية هيدالغو الحرة وذات السيادة (بالإسبانية: Estado Libre y Soberano de Hidalgo)‏، هي إحدى ولايات المكسيك الواحدة والثلاثين. وهي مقسمة في 84 بلدية وعاصمتها هي مدينة باتشوكا دي سوتو.
تم تأسيس الولاية في عام 1869 من قبل الرئيس بينيتو خواريز. وجعل مدينة باتشوكا عاصمة الولاية وأضاف إليها اسم «دي سوتو» تقديرا للسياسي مانويل فرناندو سوتو، الذي اعتبر القوة الدافعة في عملية تأسيس الولاية. سميت الولاية على ميغيل هيدالغو إي كوستيا الذي استهل حرب الاستقلال المكسيكية.
تقع ولاية هيدالغو في شرق المكسيك. وتحدها ولايات سان لويس بوتوسي وفيراكروز على الشمال، بويبلا في الشرق، تلاكسكالا ومكسيكو في الجنوب وكيريتارو إلى الغرب.
تحوي الولاية عددا من القبائل الأصلية التي ظلت محتفظة بتراثها مثل الأوتومي. هناك أيضا ثلاث ثقافات بارزة للمهاجرين، وهي المتحدرين من عمال المناجم الكورنيين من كورنوال (في جنوب غرب إنجلترا) الذين وصلوا في القرن التاسع عشر، , عدد قليل من أحفاد الإيطاليين، وتجمع يهودي صغير يزعم أنه من نسل اليهود السفرديين الذي قدموا إلى إسبانيا الجديدة في القرن السادس عشر.
تحتوي الولاية عدد من مقاصد السياح البيئية والثقافية والمعالم الأثرية بما في ذلك منطقة واستيكا، وأنقاض مدينة تولا، وينابيع المياه الساخنة الطبيعية، والعزب الإسبانية القديمة، السلاسل الجبلية.
تعرف هيدالغو بتضاريسها الجبلية ولكن يقع جزء من الولاية على السهل الساحلي. ويبلغ عدد سكانها 2,665,000 ومساحتها 20,813 كيلومتر مربع تقريبا، هيدالغو هي إحدى أصغر ولايات المكسيك.

## توأمة
لولاية هيدالغو اتفاقيات توأمة مع:
- خنان

## أعلام
- نيكولاس روميرو
- خوان ألونسو هرنانديز هرنانديز
- مويسيس خيمينيز سانشيز
- ميغيل هيريرا
- ميغيل أنخيل بينيا سانشيز
- ماريو مندوزا كورتيس